# Knies Kinderzoo
Koordinaten: 47° 13′ 25,1″ N, 8° 49′ 19,2″ O; CH1903: 704770 / 231225
Knies Kinderzoo ist ein zoologischer Garten in Rapperswil im Schweizer Kanton St. Gallen. Der Zoo gehört zur Gebrüder Knie AG und ist Teil von dessen Winterquartier. Einige Tiere des Kinderzoos begleiteten den Circus Knie früher jeweils auf seiner Schweizer Tournee als Wanderzoo.
Knies Kinderzoo lädt jeweils von März bis Oktober zum Besuch ein. Im Unterschied zu anderen Zoos ist der direkte Kontakt zwischen den Besuchern und den Tieren ein wichtiges Anliegen und durchaus erwünscht. Es dürfen diverse Haustiere gestreichelt und die Ziegen auch mit Zoofutter gefüttert werden.
Zu sehen sind Asiatische Elefanten, Rothschild-Giraffen, Südliche Geparden, viele Huftiere, mehrere Affenarten, Nagetiere und diverse Vögel, insgesamt rund 330 Tiere aus 27 Arten. Daneben bietet der Zoo zwei Mal täglich eine Show in Knies Zauberhut, hat zwei Gastrobetriebe, Reitaktivitäten auf Elefanten, Kamelen, Ponys und diverse Treffpunkte mit Tierpflegern sowie Spielmöglichkeiten.
Knies Kinderzoo unterstützt über die Einnahmen ein Projekt zum Schutze der höchst gefährdeten asiatischen Elefanten in Sri Lanka.

## Geschichte

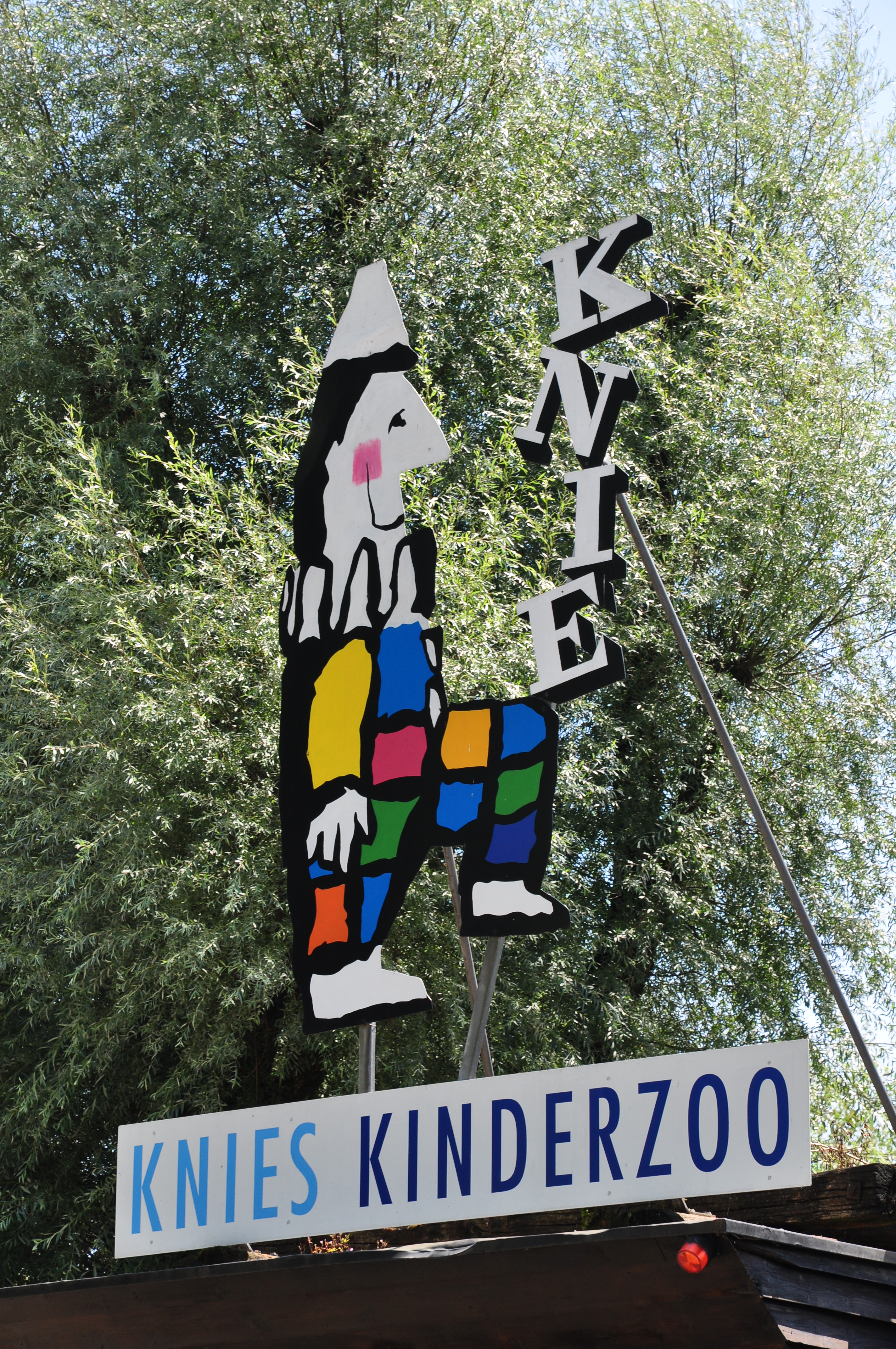
Knies Kinderzoo, Bild 2011

An Pfingsten, den 10. Juni 1962, eröffneten Fredy Knie senior und Rolf Knie senior Knies Kinderzoo.
Bereits im Februar 1963 konnte die Geburt von Sahib-Fridolin, dem ersten in der Schweiz geborenen Asiatischen Elefanten, vermeldet werden. Seine Mutter Ceylon verstarb drei Monate später. So wurde das Jungtier vom Elefantenfachmann und Tierlehrer Josef Hack als Flaschenkind grossgezogen. Im August 1965 folgte das zweite Asiatische Elefantenbaby: Mutter Java brachte das Elefantenmädchen Madura zur Welt.
1965 erhielt der Zoo zwei dressierte Delfine aus Florida. Für Sindbad und Skipper wurde ein grosses Salzwasser-Schwimmbecken aufgestellt. 1970 wurden die beiden in ein neu gebautes 800'000 Liter Meerwasser fassendes Delfinarium umgesetzt. 1972 wurde das Becken mit einem Dach versehen. Eines der beiden angeblichen Männchen erwies sich als Weibchen, als im Juli 1975 das erste Delfinbaby in einem Binnenland geboren wurde. Die jungen Besucher tauften den Nachwuchs Rappi. Im März 1979 brachte Delfin-Mutter Mitzi den zweiten Nachwuchs zur Welt.
Ende September 1975 wurde die Elefanten-Kindergruppe durch das vier Jahre alte Elefantenmädchen Ceylon verstärkt. 1980 übernahm Rolf Knie senior die Leitung des Kinderzoos. 1982, im Jubiläumsjahr, konnte am 18. August der sechsmillionste Besucher begrüsst werden.
Die Geburt des dritten Elefantenbabys wurde im Mai 1985 bekannt gegeben. Lohimi blieb die ersten drei Jahre im Kinderzoo und durfte 1988 zum ersten Mal mit auf Schweizer Tournee gehen. Für Seebären wurde 1991 ein neues Schwimmbecken mit Unterwasser-Beobachtungsfenster erstellt. Im März 1993 wurde zum ersten Mal eine Rothschild-Giraffe, Baluku, in Rapperswil geboren. Im März 1995 folgte Mara und im Juni 1997 Kwaheri.
Die Delfinhaltung in Gefangenschaft geriet in der breiten Öffentlichkeit zunehmend in Verruf. Bei Knies Kinderzoo wurde 1998 entschieden, auf die Delfinshows zu verzichten. Die Delfine wurden nach Benidorm in Spanien abgegeben. Nun begannen die Vorführungen mit den Patagonischen Seelöwen. Giraffennachwuchs Mara brachte am 3. April 1999 ein männliches Jungtier und Giraffe Divas am 8. April ihre zweite Tochter zur Welt. Nach Saisonschluss wurde am 27. November das fünfte Knie-Elefantenbaby Sandry geboren. Benjamin Sinniger führt seit 1. Oktober 2000 zusammen mit Hanspeter Steinmetz Knies Kinderzoo.
Im Jahr 2000 wurde eine neue Elefantenanlage mit Bad, Wasserfall, Lehmsuhle, Kratzbäumen, Kratzwänden und Reitanlage eröffnet.

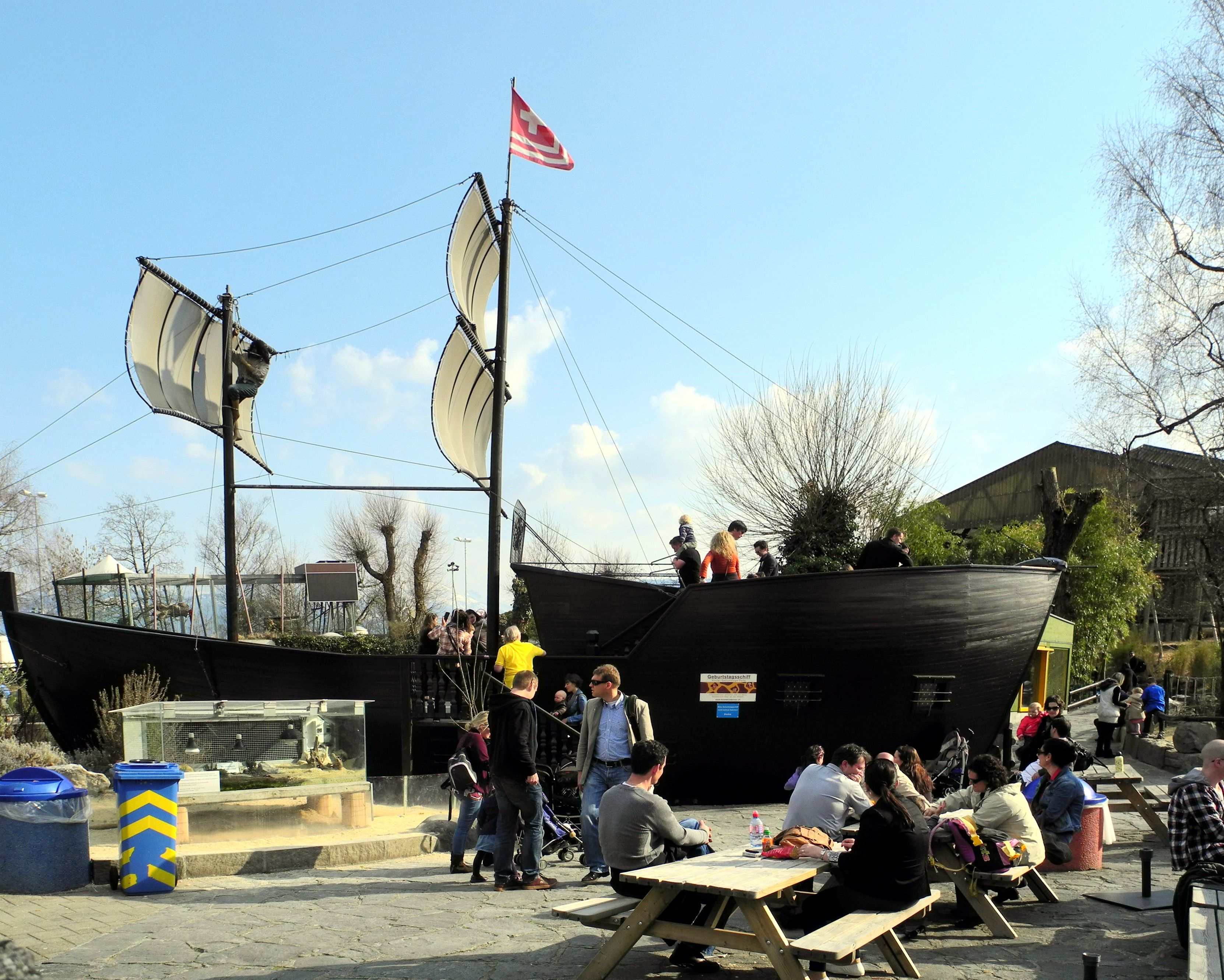
Abenteuerspielplatz mit Geburtstagsschiff, Bild 2012

Seit Saisoneröffnung 2001 steht ein neues Geburtstags-Party-Schiff für Kinder zur Verfügung. Giraffe Mara sorgte zum zweiten Mal für Nachwuchs. Am 5. Mai wurde das kleine Giraffen-Mädchen von Prinzessin Stéphanie von Monaco auf den Namen Aisha getauft.

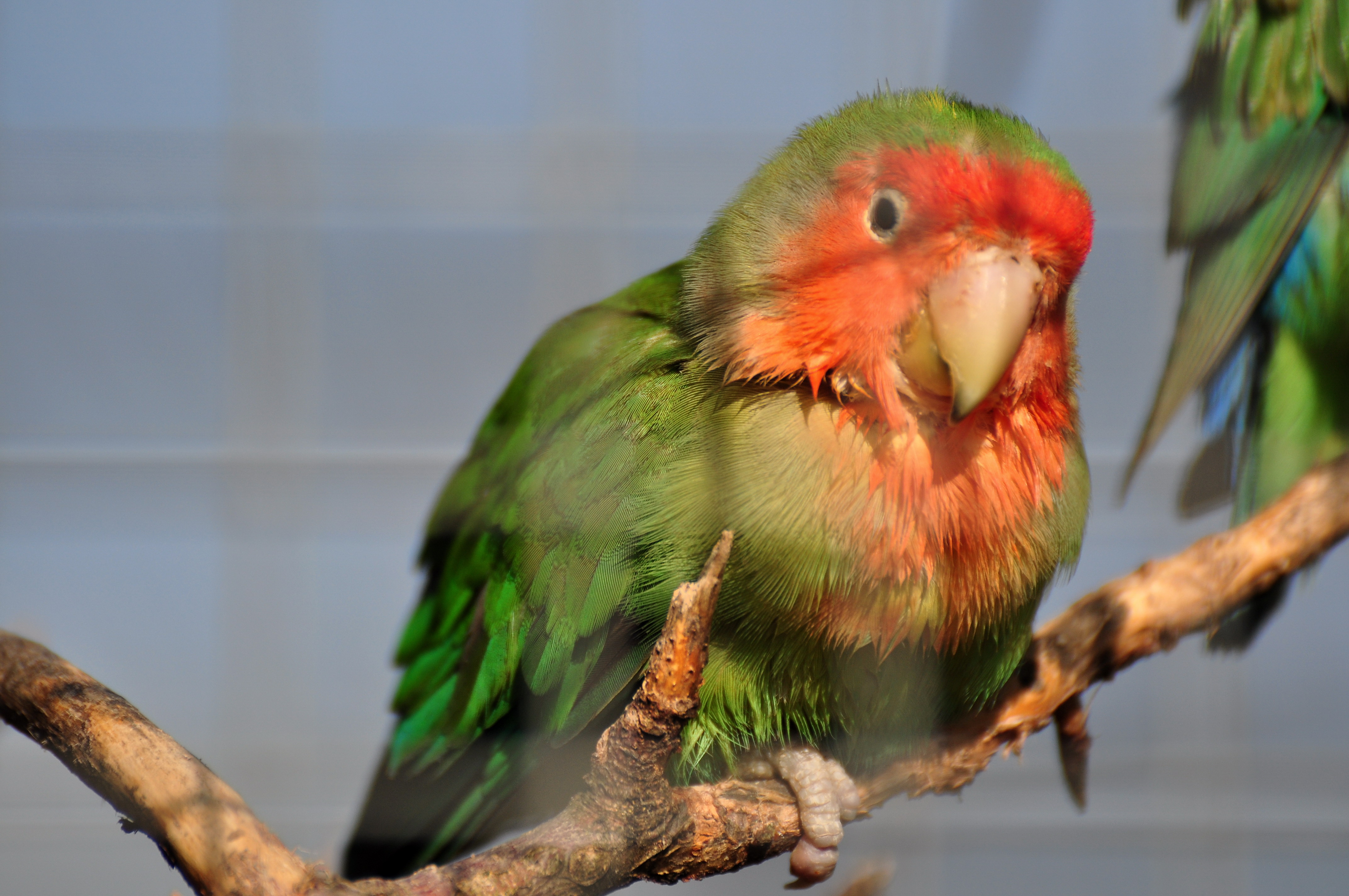
Rosenköpfchen, Bild 2011

In der Saison 2002 wurde das 40-jährige Bestehen des Kinderzoos gefeiert. Neuerungen seither sind beispielsweise: Papageien-Flugvorführungen im Otarium; neben Pony- und Elefantenreiten kann man sich nun auch auf dem Kamel durch den Zoo führen lassen. Die neue Katta-Insel und die Hyazinthara-Anlage wurden eingeweiht. Im Weiteren ging Knies Kinderzoo mit sechs Kinder-Hilfswerken Jubiläums-Kooperationen ein. Am 9. April kam das Giraffenjungtier Rivaldo zur Welt und am 13. Mai Ronaldo.
Im Jahr 2003 wurde ein Abenteuerspielplatz mit Brutstätten für Enten und Hühner sowie eine Meerschweinchen- und Hauskaninchen-Anlage eröffnet. Der Affengraben und die Ara-Volière wurden renoviert. Vom 25. August bis 7. September fanden UNICEF-Aktionswochen statt.

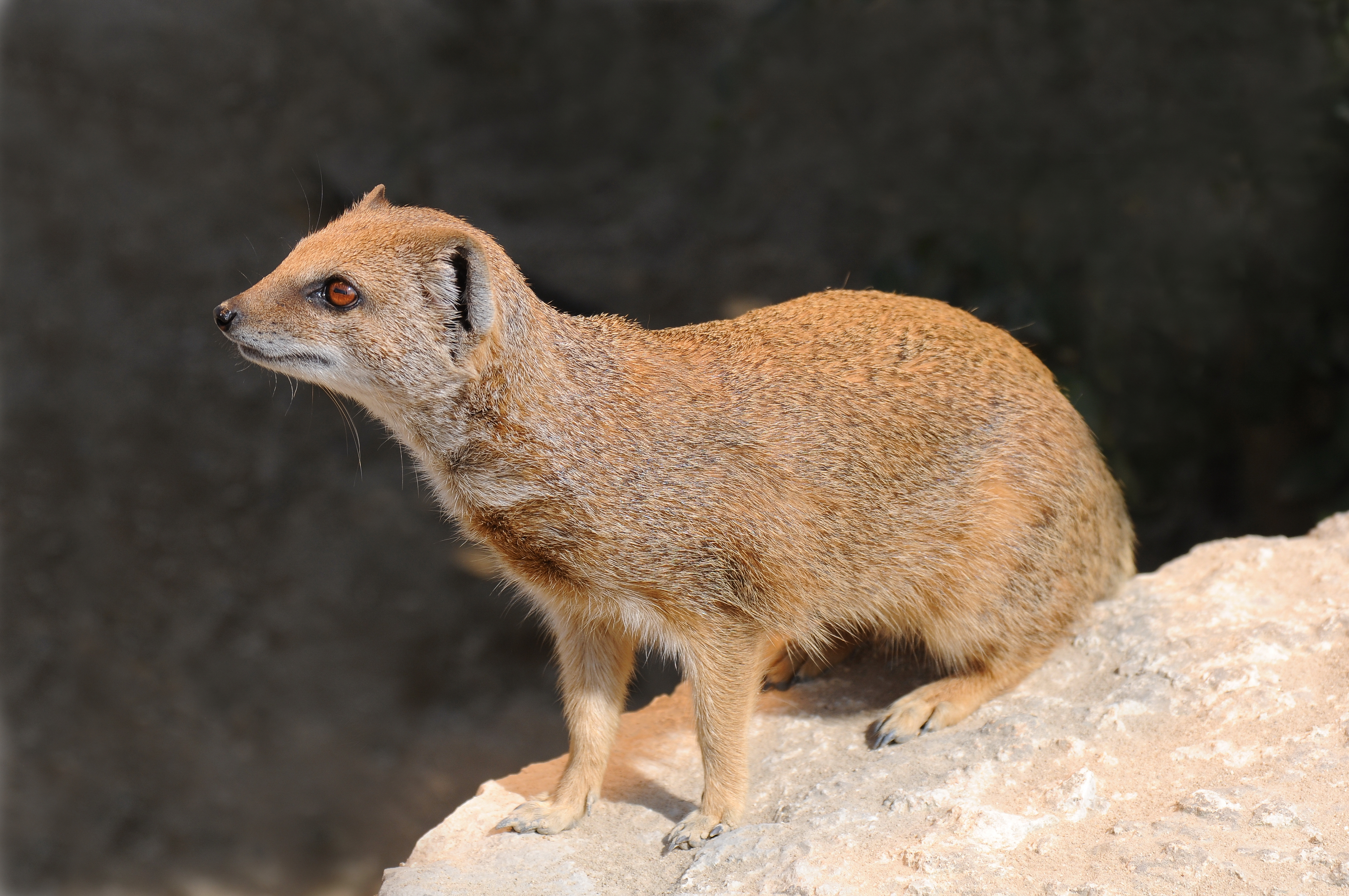
Fuchsmanguste, Bild 2011

Der ehemalige Affengraben wurde zu einer Anlage für Erdmännchen und Fuchsmangusten umgebaut und 2005 eröffnet. Im selben Jahr wurde eine Kooperation zwischen Circus Knie und Knies Kinderzoo mit der Tierschutzorganisation OceanCare für eine Aktion zur Rettung der Mittelmeer-Mönchsrobbe eingegangen.
2006 kam das zweitgrösste Projekt seit Bestehen des Kinderzoos zum Abschluss. Auf Grundlage neuester Erkenntnisse wurde für die Rothschild-Giraffen auf einer Fläche von über 2500 Quadratmetern ein neues Haus mit Aussenanlage realisiert und am 1./2. Juli eröffnet.

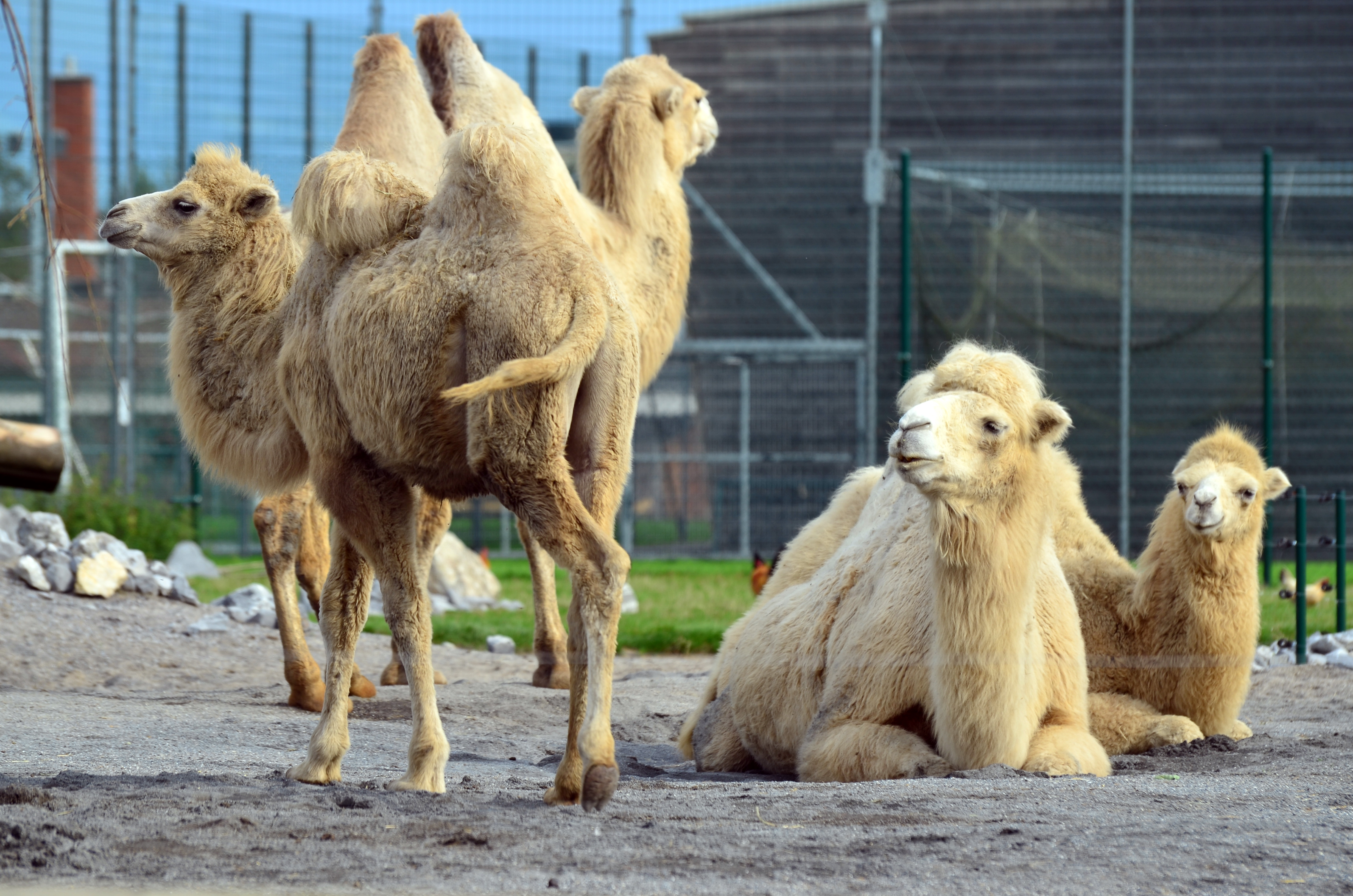
Kamele, Bild von 2012

Für zweihöckrige Kamele wurde am 6. März 2008 eine neue Anlage mit einem im mongolischen Stil errichteten Haus eröffnet. Mit einer Fläche von rund 3500 Quadratmetern zählt sie zu den grössten Anlagen Europas. Neu gebaut wurden ebenfalls die beiden Elefantenhäuser. Auf über 800 Quadratmetern enthalten sie zehn Einzelboxen à 34 Quadratmeter, Kratzbäume, Kratzwände, Solarium und einen füsseschonenden Spezialbelag. Im Jahr 2010 wurde die Aussenanlage um 400 Quadratmeter erweitert.
Am 10. März 2012 begann die neue Saison unter dem Motto 50 Jahre Knies Kinderzoo. Am 10. Juni, dem Gründungstag vor 50 Jahren, galten Eintrittspreise wie damals. Im Jubiläumsjahr wurde der Zoo durch eine neue Tierart bereichert, das Capybara.
Am 1. November 2013 kam das Elefantenbaby Kalaya auf die Welt. Erst beim Saisonstart im März 2014 konnte es dem Publikum vorgestellt werden. Am 21. Juni wurden gleich zwei Rothschild-Giraffen geboren. Nachwuchs gab es auch bei den Patagonischen Seelöwen, das Männchen Manolitto. Im Juli wurde ein Wagen für Reptilien und Amphibien in Betrieb genommen.
Anlässlich des 60. Geburtstags von Franco Knie mit 160 Geburtstagsgästen wurden am 18. Oktober 2014 der neuerstellte Elefantenpark Himmapan und das thailändische Restaurant Himmapan Lodge Knies Kinderzoo durch Franco Knie inoffiziell eröffnet. Dabei wurde nach 14-monatiger Bauzeit auch die 6500 Quadratmeter grosse Anlage für die Asiatischen Elefanten geöffnet.
Mit der Saisoneröffnung am 7. März 2015 wurden der Elefantenpark Himmapan, das thailändische Restaurant Himmapan Lodge Knies Kinderzoo und eine neue Gepard- und Pinguinanlage mit einer Zeremonie – Thailand/Südamerika/Afrika – der Öffentlichkeit vorgestellt. Die Elefantenanlage umfasst eine grosszügige Aussenfläche von 6500 m² sowie 900 m² Innenfläche für die Kühe und 450 m² für den Bullen. Zum Bezug wurden in dieser Einrichtung vier Kühe und ein Bulle gehalten. Den Dickhäutern stehen auch eine Lehmsuhle zur Hautpflege, ein Sandbad und Kratzbäume zur Verfügung. In der neuen Anlage können die Elefanten selbst entscheiden, ob sie sich drinnen oder draussen aufhalten. Zudem gibt es einen grossen Pool zum Baden.
Im Sommer 2015 starben drei Elefantenweibchen: die 53-jährige Sumatra eines natürlichen Todes. Wegen eines fortgeschrittenen Krebsleidens musste die 52-jährige Siri und wegen einer Niereninsuffizienz die 54-jährige Patma eingeschläfert werden.
2017 betrug der Tierbestand 346 Tiere in 45 Arten, 300'000 Besucher kamen in den Zoo.
Seit dem Jahr 2018 kommt das 1962er-Logo mit dem Wal neu als visueller Werbeauftritt gegen aussen in den Leuchtfarben Gelb, Blau und Rosa daher. Aus der Arche Noah wurde das Kinderzoo-Piratenschiff als Lokalität für Kindergeburtstagsfeiern.
2019 standen die Feierlichkeiten zu «100 Jahre Schweizer National-Circus Knie» im Mittelpunkt. Auch wurde ein neues Recyclingkonzept erarbeitet: «Halte die Natur sauber, meinem Lebensraum zuliebe!» Das Otarium wich per 2020 Knies Zauberhut, und die Seelöwen wurden zurück nach Spanien gebracht.
Die Zooeröffnung 2020 musste aufgrund des Corona-Virus mehrmals verschoben werden. Die Wiedereröffnung mit Einschränkungen fand erst am 8. Juni statt. In dem Jahr, in welchem Knies Kinderzoo «100 Jahre KNIE-Elefanten» feierte, traf auch der Zuchtbulle Mekong aus dem EEP für Asiatische Elefanten in Rapperswil ein.
Auch in der Saison 2021 galten Covid-Schutzmassnahmen; die Gastronomie stieg auf Take-away um.
Erstmals blieb der Kinderzoo im Jahr 2022 10 Monate geöffnet. In dem Jahr wurde auch Knies Zauberhut in Betrieb genommen. Diese multifunktionale Event-Location wurde von der Branche als eine der besten Event-Locations mit einem Award ausgezeichnet. Auch in diesem Jahr gab es viel Nachwuchs im Zoo:
- Am 7. Mai 2022 kam der Elefantenbulle Kamon – das Herz – zur Welt. Mutter ist Sandry, für Vater Mekong war es der erste Nachwuchs in Knies Kinderzoo.
- Am 3. September 2022 verzeichnete der Zoo die insgesamt 26. Geburt im Revier der Rothschild-Giraffen. Joy und Bobo wurden mit dem Giraffenbullen Umtali zum 3. Mal Eltern.
- Bei den Trampeltieren gab es drei Geburten während der Saison 2022.
- Bei den Bolivianischen Totenkopfäffchen zog Mitte September 2022 eine neue Zuchtgruppe aus dem EEP in eine grosszügige Anlage ein.

Seit dem Jahr 2023 lautet der Claim von Knies Kinderzoo «Tiere erfahren. Biodiversität bewahren». Die Gäste sollen die rund 300 Tierindividuen persönlich erfahren und gleichzeitig die Bewahrung der Biodiversität auf der Erde als ethisch-moralische Verpflichtung kennenlernen. Der Zoo hat auf diese Saison hin den Tierbestand entsprechend angepasst und die Lebensräume vergrössert. Seit dieser Saison verzichtet der Zoo auf Tiershows und gibt der aktiven Wissensvermittlung mehr Raum.
Seit 1. Januar 2024 hat Sibylle Marti als Direktorin von Knies Kinderzoo die Gesamtleitung inne. Als Alternative zu den Tiershows werden in Knies Zauberhut abwechselnd Programme wie Zaubershow, Zookino oder Hologrammshow angeboten. In Knies Malstrasse können Trauffer-Zootiere bemalt werden, und immer wieder sind neue Attraktionen im Programm.